# Golf von Maine
Der Golf von Maine (engl. Gulf of Maine, deutsch auch Mainegolf) ist ein 93.000 km² großes Randmeer des Atlantiks an der Ostküste Nordamerikas. Der Golf liegt zwischen Cape Cod in Massachusetts (USA) und Cape Sable Island in Nova Scotia (Kanada). Er beinhaltet die gesamte Küstenlinie der US-Bundesstaaten New Hampshire und Maine sowie die von Massachusetts nördlich von Cape Cod und die südlichen und westlichen Küstenlinien der kanadischen Provinzen New Brunswick und Nova Scotia.
In das System des Golfs von Maine sind die Massachusetts Bay und die Bay of Fundy integriert. Im Golf von Maine findet man den höchsten Tidenhub der Erde (siehe Fundybucht).